# サイシン (中国野菜)
サイシン（菜心、学名：Brassica rapa var. utilis）は、アブラナ科アブラナ属の二年生植物。ハクサイの変種。中国では菜心（ツアイシン）、菜苔（ツアイタイ）、油菜心（イウツアイシン）などとよばれている中国野菜の一種で、花蕾がついた茎と葉を食べる。

## 原産地
ヨーロッパ原産で、中国の華中で分化した。中国では唐代に普及し、中国野菜となっている。

## 名称
日本では菜心をそのまま日本式に発音し「サイシン」と読み、これは中国語での読み方(càixīn)とも対応する。英語ではChoy Sumと呼ばれるが、これは広東語での呼び方に由来する。

## 栽培
種まきから花蕾が出るまで30 - 70日ほどかかる様々な品種があり、大別すると早生と晩生に分けられる。多くは早生種が栽培されている。低温に合わせなくとも花芽を分化する性質があり、季節とは無関係に年間を通じで薹（とう）立ちする。暑さに強く、夏でもよく育つ。冬でも簡単な霜よけをすれば栽培できる。
畑は、良質な花茎を得るために、質のよい堆肥を十分に施しておく。溝まきの場合は、60 cmほのど間隔で幅15 cmのまき溝をつくり、そこに種が重ならないようにまんべんなくまく。条まき（筋まき）の場合は、平らな畝をつくって深さ1.5 cmほどの筋をつくり、そこに1.5 - 2 cm間隔で種をまく。芽が出たら間引きをして、早取りでは10 cm間隔、大株どりでは20 cm間隔になるようにする。追肥は本葉5 - 6枚ごろからはじめ、列の片側わきに肥料をばらまいて土と混ぜ合わせる。2回目は草丈10 - 12 cmのころに行い、列の中央に肥料をばらまいて中耕する。収穫は、薹が伸びて最初の花が1 - 2個咲いたころに株ごと抜いて行うのが一般的である。また、株元の下葉を数枚残して刈り取ると、脇芽が伸びてくるので、これを収穫することで長期的に収穫することもできる。花茎が伸ばし始めたころからの乾燥は禁物で、灌水を怠らないようにして、太くてやわらかい花茎を伸ばす。
温帯夏雨気候に属する広東省での生産が多い。日本では、夏から秋にかけて収穫できる。ただし、増城市で生産されるようになった「遅菜心」は栽培時期が遅く、冬場に出回る。

## 料理
花茎、若葉を蔬菜にする。薹立ちして蕾の付いた茎を食したり、株ごと収穫したりして食べる。
くせがないので、炒め物、和え物、汁の実、酢味噌和え、酢の物、漬物、おひたしなど様々な料理に利用できる。